# Айон
Айо́н — острів в Східно-Сибірському морі у вході в Чаунську губу. Адміністративно відноситься до Чаунського району Чукотського автономного округу Росії.

## Етимологія
Пояснення, що зустрічається в літературі з чукот. ае, Айо — головний мозок (подібність за зовнішнім виглядом) сумнівне. Правдоподібніше з чукот. ейу-, ейо — оживати — острів служить місцем відпочинку та нагулу оленів.

## Географія
Площа близько 2 000 км². Поверхня рівнинна, висотою до 64 м. Територія острова зайнята арктичною тундрою. Є оленячі пасовища. З 1941 року діє полярна станція. На острові розташоване село Айон.